# Первомайск (Мордовия)
Первома́йск (до 1940 г. — Богородское Голицыно) — село, центр сельской администрации в Лямбирском районе. Население 906 чел. (2001), в основном русские.

## География
Расположен на р. Атьме, рядом с автотрассой Саранск — Нижний Новгород, в 18 км от районного центра и 23 км от железнодорожной станции Красный Узел.

## История
Название-символ (в честь праздника 1 Мая). По списку «Состав мужского населения Завального и Руднинского станов Саранского уезда на 1725 год», Богородское было вотчиной князя И. А. Голицына. В «Списке населённых мест Пензенской губернии» (1869) Богородское Голицыно — село владельческое из 122 дворов Саранского уезда. В селе находилась волостная управа (суд, урядник, стражник), имелись церковь, суконная фабрика Барабанова, 7 ветряных мельниц, шерсточесалка с конным приводом. В 1926 году был создан ТОЗ, открыт фельдшерско-акушерский пункт (в 1989 г. реорганизован во врачебную амбулаторию с терапевтическим отделением, стоматологическим и физиотерапевтическим кабинетами). 
В 1940 году село Богородское-Голицыно переименовано в Первомайск.
В 1930 году был образован колхоз «Красная Заря» (председатель — Сарыгин), в 1937 году на его базе созданы колхозы им. Чапаева, им. Тельмана и им. Кирова, с 1952 г. — укрупненное хозяйство им. Кирова, с 1998 г. — СХПК «Первомайский». В современном селе — средняя школа со спортивным залом и компьютерным классом, Дом культуры со зрительным залом на 200 мест, киноустановкой и библиотекой, отделение связи, АТС на 200 номеров, 4 магазина, пекарня; православный приход Казанской Божьей Матери. 

## Население
| 2002 | 2010 |
| ---- | ---- |
| 879  | ↘804 |

## Источник
- Энциклопедия Мордовия, М. С. Волкова.